# Distretto di Katsuta
Il distretto di Katsuta (勝田郡, Katsuta-gun?) è uno dei distretti della prefettura di Okayama, in Giappone.
Attualmente fanno parte del distretto i comuni di Nagi e Shōō.
| Controllo di autorità | VIAF (EN) 147756176 · LCCN (EN) n81069227 · J9U (EN, HE) 987007566857005171 · NDL (EN, JA) 00518859 |